# Республика Фиуме
Респу́блика Фиу́ме, позднее — Итальянское регентство Карнаро (итал. Reggenza Italiana del Carnaro), — непризнанное государство, фактически созданное 12 сентября 1919 г. итальянским поэтом и военным лётчиком, графом Габриеле д’Аннунцио в городе Фиуме (ныне хорватский город Риека), 15 декабря 1919 г. провозглашённое им Независимой республикой Фиуме, а 8 сентября 1920 года объявленное по вновь принятой Хартии (конституции) Итальянским регентством (государством) Карнаро. Оригинальное название связано с заливом Кварнер (итал. Golfo del Quarnero), на берегу которого расположен город. В русскоязычной литературе чаще именуется «республика Фиуме» (итальянское слово Fiume означает то же, что и хорватское Rijeka — река; в районе города протекает короткая, но полноводная речка Фиумара).

## История
После окончания Первой мировой войны за Фиуме, принадлежавший ранее Австро-Венгрии, развернулась настоящая дипломатическая борьба между Италией и Государством словенцев, хорватов и сербов. Оба государства считали город своей территорией. Пока шли мирные переговоры на Парижской конференции, 12 сентября 1919 года Габриеле д’Аннунцио возглавил вторжение итальянских националистов, заставив отступить американо-британо-французские оккупационные силы. Д’Аннунцио настаивал на том, чтобы Италия аннексировала Фиуме, однако правительство не пошло на такой шаг. Напротив, Италия под давлением союзников вынуждена была объявить морскую и сухопутную блокаду Фиуме.
В годовщину захвата города Д’Аннунцио провозгласил Фиуме независимым государством, утвердил конституцию (проект которой он написал лично, в стихах) и поднял над городом «государственный» флаг с хвастливым девизом «Quis contra nos?» (Кто против нас?). Сам Д’Аннунцио был объявлен регентом Фиуме, а премьер-министром стал левый деятель Альцесте де Амбрис, в скором времени выступивший оппонентом Муссолини и фашистов. Пост министра культуры «Республики красоты», как называл своё государство сам Д’Аннунцио, согласился занять знаменитый дирижер Артуро Тосканини. Министром иностранных дел стал бельгийский поэт-анархист Леон Кохницкий.
Д’Аннунцио не признал Рапалльский договор, по которому Фиуме не входил в состав Италии, а объявлялся вольным городом, и сам объявил Италии войну, однако, после обстрела итальянским флотом, 30 декабря 1920 вынужден был сдать город. Легионеры и сам «команданте» уехали в январе 1921 года. Республика Д’Аннунцио, продержавшаяся почти шестнадцать месяцев, перестала существовать.
Но, в силу рапалльских соглашений, область Фиуме еще три года формально сохраняла статус «свободного государства».
В сентябре 1923 года в городе был спровоцирован мятеж и, под предлогом защиты мирных жителей, высажен итальянский десант. 27 января 1924 года в Риме был подписан итало-югославский договор «О дружбе» (пакт Муссолини — Пашича), по которому Фиуме отходил к Италии.

## Конституция Фиуме
Конституция, написанная д’Аннунцио (Хартия Карнаро), сочетала в себе элементы анархизма, национал-синдикализма и демократии. Д’Аннунцио считается предтечей итальянского фашизма, и в конституции нашли отражение его собственные политические идеалы. Основным автором конституции был синдикалист де Амбрис, который и составил основные законы. Д’Аннунцио от себя добавил в документ несколько курьёзных пунктов, в частности, обязательное музыкальное образование, которое провозглашалось фундаментом политического строя государства.
В конституции отражены принципы корпоративизма. Разные секторы экономики были представлены девятью инженерно-бюрократическими корпорациями и одной творческой. Законодательная власть принадлежала парламенту, состоящему из двух палат: Совета лучших (Consiglio degli Ottimi) и Совета корпораций (Consiglio dei Provvisori).